# Nottaway
Il fiume Nottaway (in inglese Nottaway River) è un fiume canadese del Quebec.
Ha una lunghezza di 225 km e un bacino idrografico di 65.800 km². La sua portata media è di 1.190 m³/s. Sfocia nella baia di James.